# Françoise de Cezelli
Françoise de Cezelli (* 1558; † 1615) war eine französische Kriegsheldin und Militärgouverneurin der ehemaligen Grenzfestung Leucate (damalige franz./spanische Grenze).
Sie gewann 1590 im französisch-spanischen Krieg die Schlacht von Leucate. Ihr Mann Jean Bourcier de Barry war Gouverneur von Leucate und im Juli 1589 in einen Hinterhalt geraten und gefangen genommen worden. Der Herzog von Joyeuse verlangte die Herausgabe der Stadt im Gegenzug für die Freilassung des Gouverneurs, dennoch verweigerte sie die Übergabe der Festung. Ihr Mann wurde daraufhin hingerichtet. Die Stadt wurde aber von ihr weiter verteidigt, bis die Truppen des Königs Heinrich IV. die Belagerten entsatzten. Sie gilt seither als eine der ersten „Kriegsheldinnen“ der französischen Geschichte. Der König gewährte ihr eine Pension und das lebenslange Gouvernement über Leucate.
Die Statue der Dame de Cezelli schmückt seit ca. 150 Jahren den zentralen Dorfplatz in Leucate.
Françoise de Cezelli genießt im Languedoc noch immer eine hohe Reputation – zahlreiche öffentliche Gebäude (vor allem Schulen) werden immer noch nach ihr benannt.